# Dennettia tripetala
Dennettia es un género monotípico de árboles, perteneciente a la familia de las anonáceas. Su única especie: Dennettia tripetala Baker f., es  nativa de Nigeria.

## Descripción
Es un árbol que se encuentra en la selva tropical y de vez en cuando en la sabana, alcanza un tamaño de 18 m de alto por 60 cm de circunferencia, de distribución limitada en Costa de Marfil, Nigeria y suroeste de Camerún. 

## Usos
Tiene una madera que es blanca, suave y no duradera, y es susceptible a las termitas. La corteza es fibrosa y muy perfumada. Las hojas jóvenes se mastican por su sabor a frutos picantes. El fruto es verde al principio y luego se pone rojo, madura en abril - mayo y tienen un sabor picante de pimienta, (se mastican por esta propiedad). La fruta se considera una buena fuente de vitaminas.

## Taxonomía
Dennettia tripetala fue descrita por Edmund Gilbert Baker y publicado en British Museum, Natural History. Catalogue of the plants collected by Mr. & Mrs. P. A. Talbot in the Oban district South Nigeria ... 5, t. 2, en el año 1913.
Sinonimia
- Uvariopsis tripetala (Baker f.) G.E.Schatz basónimo[5]